# Serena (film)
Pour plus de détails, voir Fiche technique et Distribution.
Serena est un film dramatique américano-franco-tchèque réalisé par Susanne Bier, sorti en 2014.
Il s'agit de l'adaptation du roman éponyme de l'écrivain américain Ron Rash publié en 2008, et traduit en français sous le même titre en 2011.

## Synopsis
Durant la Grande Dépression des années 1930, George Pemberton et sa femme Serena habitent en Caroline du Nord, où ils souhaitent développer une grande entreprise de bois d'œuvre. Si George a déjà vécu dans cette région, Serena découvre cette vie et s’y habitue rapidement. Le couple règne alors sur la région. 
Leur succès et leur bonheur disparaissent lorsque Serena apprend qu’elle ne peut pas avoir d’enfant et se perd dans une colère vengeresse contre le fils illégitime de George. Malheureusement, sa vengeance tournera au drame et elle se découvrira des amis, mais également des ennemis.

## Fiche technique
- Titre original : Serena
- Titre français : Serena
- Réalisation : Susanne Bier
- Scénario : Christopher Kyle (de) d'après le roman Serena (en) de Ron Rash publié en 2008.
- Photographie : Morten Søborg
- Direction artistique : Martin Kurel
- Décors : Richard Bridgland
- Costumes : Signe Sejlund
- Montage : Matthew Newman et Simon Webb
- Musique : Johan Söderqvist
- Production : Ben Cosgrove, Mark Cuban, Paula Mae Schwartz, Steve Schwartz, Todd Wagner et Nick Wechsler
  - Production exécutive : Ron Halpern, Peter McAleese et Pavel Muller
- Budget : 25-30 millions de $[1]
- Pays d’origine :  États-Unis,  France,  République tchèque
- Langue : anglais
- Genre : drame
- Dates de sortie[2] :
  -  Royaume-Uni :
    - 13 octobre 2014 (festival du film de Londres)
    - sortie nationale le 24 octobre 2014

  -  France : 12 novembre 2014
  -  États-Unis :
    - 26 février 2015 (vidéo à la demande)
    - 27 mars 2015 (sortie limitée)

## Distribution
- Bradley Cooper (V. F. : Alexis Victor) : George Pemberton
- Jennifer Lawrence (V.F. : Kelly Marot) : Serena Pemberton
- Toby Jones (V.F. : François Caron) : le shérif McDowell
- Rhys Ifans (V.F. : Jean-Michel Fête) : Galloway
- Sean Harris (V.F. : Pierre Val) : Campbell
- David Dencik (V.F. : Luc-Antoine Diquéro) : Buchanan
- Conleth Hill : Le docteur Chaney
- Blake Ritson : Lowenstein
- Ned Dennehy : Ledbetter
- Kim Bodnia : Abe Hermann
- Charity Wakefield (V.F. : Marie Donnio) : Agatha
- Sam Reid : Vaughn
- Ana Ularu : Rachel Harmon
- Mark O'Neal : Lumberjack
- Raymond Waring

Source et légende : Version française (V. F.) sur RS Doublage et AlloDoublage

## Promotion et sortie
Serena est présenté au Festival du film de Londres le 13 octobre 2014 et sort en France le 12 novembre 2014. Magnolia Pictures distribuera le film aux États-Unis le 26 février 2015.

### Sortie aux États-Unis

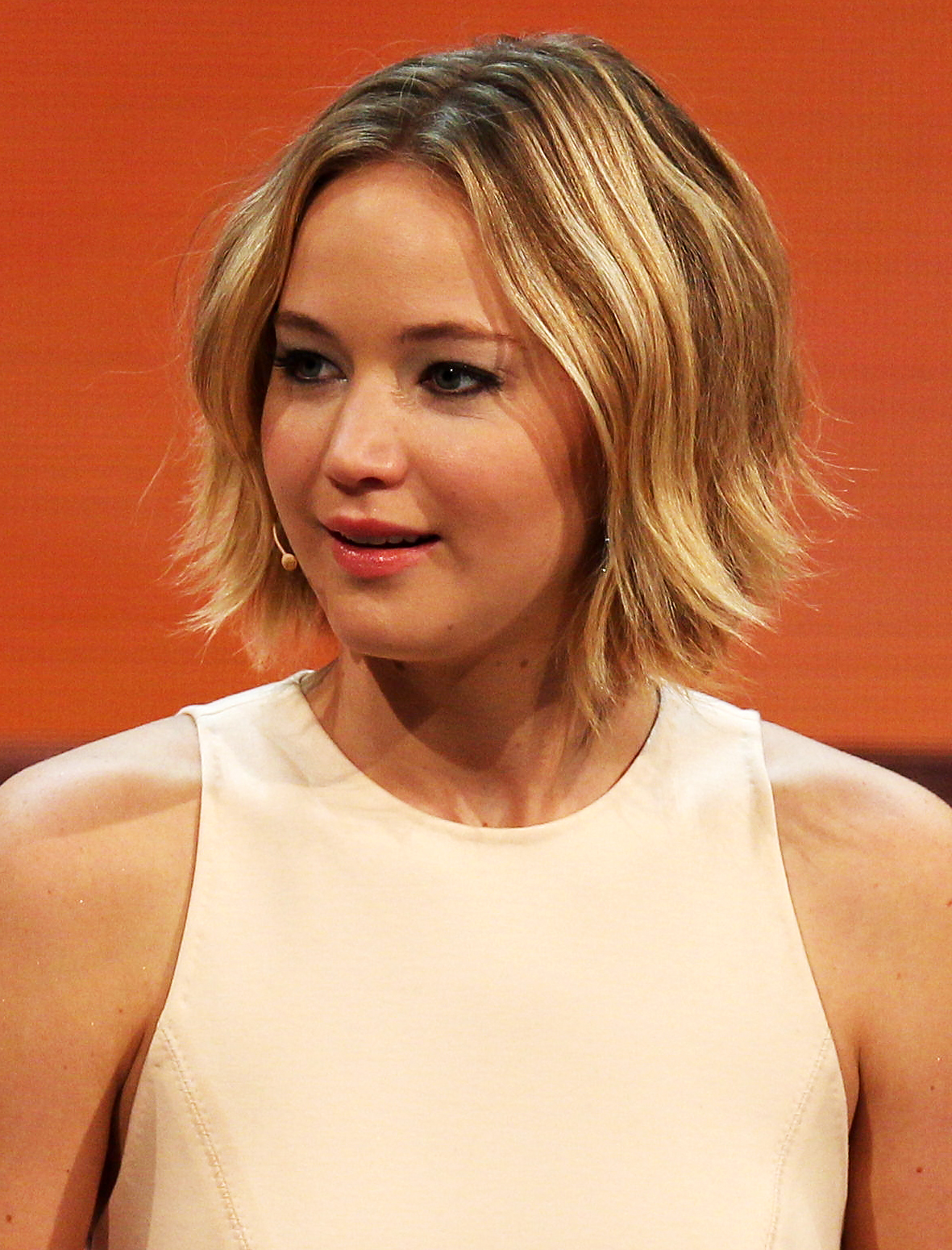
L'actrice principale Jennifer Lawrence, l'année de sortie du film.

Alors que le long-métrage sera distribué fin 2014 dans plusieurs pays dont la France et le Royaume-Uni, Serena ne connaîtra une sortie en salles sur le territoire américain qu'à la fin février 2015, soit trois ans après la fin du tournage. En effet, malgré la présence de Jennifer Lawrence et Bradley Cooper au casting, le film connaît quelques problèmes : selon une source du Hollywood Reporter, Magnolia Pictures accepta de le distribuer « par défaut », en raison d'un accord avec 2929 Productions, qui avait financé le projet, après des mois d'hésitations et tentant de le vendre à d'autres compagnies, avant de devoir se résigner,, puis il connaît trois projections privées en décembre 2013 dans trois montages différents, dont l'un fut jugé « incompréhensible », notamment sur le traitement sur la folie grandissante du personnage de Lawrence, l'autre jugé comme « mal traitée », et le film est jugé mauvais, car « ennuyeux et lent ». Malgré tout, selon un distributeur, le duo Lawrence/Cooper n'est pas « particulièrement mauvais », ajoutant qu'il y a « probablement du bon dans ce film ».
La sortie tardive ne le permettra pas de concourir aux Oscars en 2015, malgré la présence de deux stars, qui ont vu leurs deux précédents longs-métrages en commun, à savoir Happiness Therapy et American Bluff, être nommés aux Oscars, le premier valant à Lawrence l'Oscar de la meilleure actrice.

## Réception critique
Serena obtient des commentaires défavorables par la critique professionnelle des pays anglophones, puisque 20 % des 83 critiques collectés par le site Rotten Tomatoes sont positifs, pour une moyenne de 4,3⁄10, tandis qu'il obtient un score de 34⁄100 sur le site Metacritic, pour 27 critiques. L'accueil est similaire en France, puisqu'il obtient une note de 2,1⁄5 sur le site AlloCiné, pour 15 critiques collectés.

### Box-office
Serena sort le 24 octobre 2014 au Royaume-Uni et récolte 95 000 £ de recettes, soit plus de 153 000 $, sur les 185 salles le diffusant lors de son premier week-end d'exploitation, ce qui le place en dix-neuvième position du box-office britannique au cours de cette période,. Par la suite, le film sort dans d'autres pays, tels la Russie, l'Italie, la Nouvelle-Zélande et l'Espagne.
Serena sort dans 204 salles en France le 12 novembre 2014 et ne parvient à rester que pendant une seule semaine – la semaine de sa sortie – dans le top 20 hebdomadaire, atteignant la treizième position du box-office, avec 61 821 entrées. Ce résultat est considéré comme un échec commercial au vu des deux précédents longs-métrages avec Bradley Cooper et Jennifer Lawrence en tête d'affiche, Happiness Therapy, qui avait totalisé 1 069 359 entrées en 2013 et American Bluff, qui avait réuni 648 214 entrées en 2014, mais les chiffres de Serena lui permettent de devenir le meilleur score de la réalisatrice Susanne Bier sur le territoire français.
Le site Ozap l'a classé à la seizième place des 20 plus gros échecs en France au cours de l'année 2014. Selon Le Figaro, le film figure en seizième position dans la liste des vingt films français et étrangers les plus « boudés par le public » en 2014.